# 泛东南亚日本海底光缆系统
泛东南亚日本海底光缆系统（South-East Asia Japan Cable System，简称：SJC）是一组连接泛东南亚（东亚及东南亚）地区的海底光缆网络，连接登陆点包括日本、中国大陆、香港、菲律宾、文莱、泰国、新加坡及印尼。该光缆使用6对光缆，初始设定容量可提供每秒15Tbit的通信流量，最高可升级至每秒23Tbit，使用40G SLTE及光分插复用技术。该网络于2013年6月27日启用。

## 海缆上岸点
- 中国大陆汕头
- 香港舂磡角
- 日本千叶县千仓町（英语：Chikura,_Chiba）
- 菲律宾八打雁省纳苏格布（英语：Nasugbu,_Batangas）
- 文莱都东县Telisai（英语：Telisai）
- 泰国宋卡
- 新加坡大士